# Aeroportul Khwai River
Aeroportul Khwai River (IATA: KHW, ICAO: FBKR) este un aeroport din Districtul North-West, Botswana, Botswana ce deservește zona Khwai⁠(d).
Situat la o altitudine de 939 m, aeroportul dispune de o singură pistă.